# Skattungbyn
Skattungbyn ist ein in Schweden gelegener Ort (tätort), in der historischen Provinz Dalarna und der Provinz Dalarnas län. Skattungbyn gehört zur Gemeinde Orsa und zum Kirchspiel Orsa socken.
Der Länsväg 296 führt ebenso wie Bahnstrecke Orsa–Bollnäs durch den Ort, der zwischen Orsa und Furudal am Oreälven liegt.